# Koprivnica (miasto Novi Pazar)
Koprivnica (cyr. Копривница) – wieś w Serbii, w okręgu raskim, w mieście Novi Pazar. W 2011 roku liczyła 86 mieszkańców.